# Cantó de Chambéry-Nord
El cantó de Chambéry-Nord és un cantó francès del departament de la Savoia, situat al districte de Chambéry. Té 2 municipis i el cap és Chambéry.

## Municipis
- Chambéry (part Nord; barris de Hauts-de-Chambéry i Mollard, Chambéry-le-Vieux).
- Sonnaz

## Història
| Període      | Identitat        | Partit | Qualitat                                                                                           |
| ------------ | ---------------- | ------ | -------------------------------------------------------------------------------------------------- |
|              |                  |        | |
| 1985-1998    | Michel Dantin    | RPR    | Adjunt a l'alcalde de Chambéry de 1983 a 1989                                                      |
| 1998-en cors | Thierry Repentin | PS     | Senador de la Savoia des de 2004 Adjunt a l'alcalde de Sonnaz Antic adjunt a l'alcalde de Chambéry |

## Demografia
| A partir de 1990: Població sense dobles comptes |